# 喬莉 (愛荷華州)
喬莉（英語：Jolley）是一個位於美國愛荷華州卡爾霍恩縣的城市。

## 地理
喬莉的座標為42°28′45″N 94°43′05″W / 42.47917°N 94.71806°W，而該地的平均海拔高度為375米（即1230英尺）。

## 人口
根據2010年美國人口普查的數據，喬莉的面積為0.31平方千米，當中陸地面積為0.31平方千米，而水域面積為0.00平方千米。當地共有人口41人，而人口密度為每平方千米132人。